# Padre mio
(Alda Merini, Padre mio)
Padre mio è un libro di poesie della poetessa Alda Merini dove viene nominato il padre, sia esso Dio Padre religioso o padre spirituale. La Merini non può dimenticare la grande figura di David Maria Turoldo. 

## Edizioni
- Alda Merini, Padre mio, Milano, Feltrinelli, 2009,  p. 105.